# Fritz Mommendey
Fritz Mommendey (* 1954 in Rapperswil SG), heimatberechtigt in Rapperswil und Wettswil am Albis ist ein Schweizer Jurist, Unternehmer und Buchautor.

## Lebenslauf
Er studierte Rechtswissenschaften an der Hochschule St. Gallen und an der Universität Zürich. Im Anschluss an das Studium arbeitete er als Assistent an der Rechts- und Staatswissenschaftlichen Fakultät der Universität Zürich. 1975–82 unterrichtete an verschiedenen Schulen Staats- und Rechtskunde. 1982 war er Mitbegründer der Handels- und Bürofachschule (HBS) in Rapperswil,  deren Leitung er übernahm. Heute ist er auch selbständiger Unternehmensberater als Inhaber der Mommendey CCT GmbH im Schmerikon.
Fritz Mommendey hatte sich parallel zu seiner beruflichen Laufbahn als Autor von Lehrbüchern einen Namen gemacht. Seine Schwerpunkte sind Rechtsstreitigkeiten, das Aktien- und Betriebsrecht sowie Rechtskunde im Allgemeinen.
Fritz Mommendey ist Mitglied der Qualitätssicherungskommission der Schweizerischen Vereinigung für Führungsausbildung. Er ist zusammen mit Samuel Ramseyer verantwortlich für die Abwicklung der Abschlussprüfungen und die Ausstellung der Zeugnisse.

## Werke
- Einführung in die Rechtskunde. Tobler Verlag, Altstätten 2006 (9. Auflage) – ISBN 3-85612-054-8
- Wer hat recht? Rechtsfälle aus dem Alltag. Band 1: Obligationenrecht. Tobler-Verlag, Altstätten 2006 (2. Auflage) (zusammen mit Werner Schnyder) – ISBN 3-85612-114-5
- Wer hat recht? Rechtsfälle aus dem Alltag. Band 2: ZGB, SchKG, Produktehaftpflicht, Datenschutz, Wettbewerbsrecht, Immaterialgüterrecht. Tobler-Verlag, Altstätten 2006 (2. Auflage) (zusammen mit Werner Schnyder) – ISBN 3-85612-115-3
- Rechtskunde für die Neue Kaufmännische Grundausbildung. Tobler-Verlag, Altstätten 2005 – ISBN 3-85612-165-X
- Einführung in das Aktienrecht der Schweiz. Tobler-Verlag, Altstätten 1994 (2. Auflage) – ISBN 3-85612-084-X